# Rubber Soul
| Recensione         | Giudizio |
| ------------------ | -------- |
| AllMusic           | [ 6 ]    |
| ConsequenceOfSound | A+       |
| Pitchfork          | [ 8 ]    |
| Piero Scaruffi     | [ 9 ]    |

Rubber Soul è il sesto album in studio del gruppo musicale britannico The Beatles, pubblicato nel dicembre del 1965 e prodotto da George Martin. Venne pubblicato quando il gruppo di Liverpool aveva raggiunto il punto di maturazione artistica. È il primo disco dei Beatles a non riportare il nome del gruppo sulla copertina. La classifica dei 500 migliori album di tutti i tempi stilata nel 2020 dalla rivista Rolling Stone lo colloca al 35º posto, mentre la rivista NME lo posiziona al 43º posto nella sua analoga classifica dei migliori 500 album; compare nel volume 1001 Albums You Must Hear Before You Die.

## Storia
Nella discografia dei Beatles, Rubber Soul è considerato uno degli album più curati sul piano tecnico e uno dei più innovativi dal punto di vista musicale, e c'è chi vi ravvisa il raggiungimento della maturità artistica del gruppo inglese. Ritenuto l'anello di raccordo fra la musica ancora legata a quella degli esordi di Help! e lo sperimentalismo di Revolver, Rubber Soul rappresenta indiscutibilmente un salto di qualità nella produzione beatlesiana per la maggiore ricchezza e pienezza del suono ma anche perché i quattro Beatles cominciavano in quel periodo ad acquisire maggiore consapevolezza e coinvolgimento delle fasi tecniche di registrazione e di missaggio.
L'album fu registrato nell'autunno del 1965 in quattro settimane, al termine di un tour negli Stati Uniti apertosi il 15 agosto di quell'anno con l'esibizione allo Shea Stadium di New York. A soli quattro mesi dall'uscita di Help! fu pubblicato nel Regno Unito, in tempo per le festività natalizie, il 3 dicembre, contemporaneamente al singolo We Can Work It Out / Day Tripper, facendo ottenere così al gruppo, per il terzo anno consecutivo, il primo posto nella classifica delle vendite natalizie di dischi sia a 33 che a 45 giri. Paul contribuì a rendere il suono più pieno e ricco sostituendo in studio di registrazione il basso Höfner, che avrebbe però continuato a utilizzare nelle esibizioni dal vivo, con un basso Rickenbacker appositamente costruito per mancini. Per Rubber Soul furono utilizzate tecniche di registrazione innovative, poi evolutesi nelle moderne forme di missaggio elettronico e digitale.
Il fenomeno della beatlemania nel 1965 era in fase calante e i Beatles erano davanti al bivio se continuare con canzoni dai contenuti adolescenziali (ma con il rischio di essere surclassati entro poco tempo) o evolvere verso sonorità più mature, tralasciando i contenuti precedenti. L'operazione era stata tentata talvolta senza successo da molti altri complessi prima e dopo di loro, ma i Beatles con Rubber Soul grazie a una serie di splendide canzoni, riuscirono egregiamente nell'intento.
L'album, infatti, è spesso indicato dai critici musicali come l'opera nella quale le tipiche sonorità beat frizzanti dei primi Beatles cominciarono ad evolversi nel rock eclettico della loro maturità; sono inoltre evidenti influenze musicali folk rock dovute ad artisti contemporanei, quali Bob Dylan e i Byrds. Anche nei testi avviene una trasformazione; dalla monotematicità dei lavori beatlesiani precedenti, incentrati sul tema quasi esclusivo dell'amore romantico-adolescenziale, si passa a una varietà lirica in cui cominciano ad apparire temi meno stereotipati quali il sesso, le avventure extraconiugali, la gelosia ossessiva (con minaccia di morte), l'incertezza esistenziale, la nostalgia della giovinezza. Questo arricchimento tematico rappresentò uno stadio della maturazione artistica del gruppo e allo stesso tempo una necessità indotta dall'evoluzione del panorama musicale del rock, specialmente con le innovazioni liriche introdotte oltreoceano da Dylan in Like a Rolling Stone e in Subterranean Homesick Blues, ma elaborate anche da gruppi britannici come i Kinks e gli Animals.

## Copertina
La foto di copertina è tratta da uno scatto effettuato nel giardino di Kenwood da Robert Freeman, il fotografo che aveva già lavorato per le illustrazioni di quasi tutti gli album precedenti del gruppo. L'idea dell'immagine distorta nacque per caso, quando Freeman cominciò a proiettare delle diapositive su un cartone bianco del formato di una copertina di long playing per studiare l'immagine giusta da scegliere. Il cartone si inclinò leggermente all'indietro e l'effetto "stirato" piacque tanto che si decise di stampare l'immagine nonostante l'evidente distorsione. Quasi a simulare l'effetto di un acid trip, la copertina offriva in definitiva un primo assaggio dell'"anima di gomma" che si celava dietro il gruppo, per sottolineare ulteriormente l'inizio della transizione verso quelle sonorità rock psichedeliche che sarebbe stata portata a compimento nei successivi album Revolver e Sgt. Pepper's Lonely Hearts Club Band, e per dare l'idea che i quattro musicisti producessero musica trovandosi in un'altra dimensione.

## Titolo
Sull'origine del titolo dell'LP ("anima di gomma"), esistono più versioni. Secondo alcune fonti, la frase "plastic soul" (da cui germogliò il nome del disco) era il commento di un cantante americano sui Rolling Stones riportato da Bob Freeman, l'artista che realizzò la fotografia stirata della copertina. La testimonianza di Paul McCartney è leggermente diversa: un suo amico americano, parlando di Mick Jagger, giudicò che il cantante britannico aveva un'"anima di plastica". I nastri documentano l'espressione di Paul ripetuta in sala di registrazione durante le prove di I'm Down.

## Brani
Sebbene John Lennon e Paul McCartney siano formalmente accreditati come coautori di tutti i loro brani, come sempre è piuttosto facile capire a quale dei due compositori attribuire la paternità effettiva, o principale, di ciascuna canzone. A Lennon si devono Norwegian Wood (This Bird Has Flown), una classica ballata che, sullo sfondo dei languidi accordi sviluppati al sitar da George Harrison, parla di avventure extraconiugali; Nowhere Man (in cui l'autore cerca di raccontare i propri tormenti interiori), la struggente ballata Girl e la meno fortunata Run For Your Life, motivo articolato quasi su un ritmo country, che lo stesso Lennon ammise in seguito di trovare "odiosa".
Fra i veri capolavori dell'album è senz'altro da citare In My Life, scritta sempre da Lennon durante un viaggio in autobus da casa sua verso il centro di Liverpool. In questa canzone si intravedono i primi segni di carattere nostalgico che in seguito caratterizzeranno la particolare geografia beatlesiana, ripercorribile fra la Penny Lane e i campi di fragole di Strawberry Fields Forever.
Di Paul McCartney, invece, sono l'accattivante rock di Drive My Car e la coppia You Won't See Me e I'm Looking Through You, che testimonia secondo molti il periodo di crisi affettiva del bassista dei Beatles con la fidanzata storica Jane Asher. A McCartney si deve anche quello che è probabilmente il brano più celebre dell'album, Michelle, in cui piacevoli e malinconici giri di accordi accompagnano un testo da love song arricchito dall'espediente romantico di versi in francese. La canzone The Word fu dichiaratamente scritta in coppia da McCartney e Lennon e si può leggere tra il tema dell'amore adolescenziale espresso nel periodo precedente e quello universale della maturità. What Goes On, presumibilmente composta da McCartney, è cantata da Ringo Starr; Think for Yourself e If I Needed Someone, invece, sono scritte e interpretate – quasi in veste di solista – da George Harrison.

### Drive My Car
L'album si apre con un rock vigoroso e serrato che vede in avvio un breve e graffiante assolo di chitarra, seguito da una batteria energica che introduce la voce solista di McCartney e gli altri strumenti a supporto.
Paul aveva in mente la melodia della canzone ma non riusciva ad andare avanti con brandelli di un testo ovvio e sfruttato che ruotava attorno a una ragazza di facili costumi a cui offrire “Golden rings”, espressione che avrebbe portato a far rima con “anything”, con deprimenti prospettive. John, investito del problema, ebbe il compito di raddrizzare la situazione, e suggerì al socio la sostituzione del melenso “Golden rings” con l'irriverente “Drive my car”, una perifrasi che nell'ambiente del blues alludeva al sesso, e così la composizione del testo, che vede sottintesi sessuali e inattesi mutamenti di prospettiva, procedette liscia e sicura senza peraltro deviare dalle intenzioni originarie di Paul, come egli stesso avrebbe detto.
George Harrison, avendo intravisto delle analogie con Respect di Otis Redding, contribuì alla elaborazione della parte musicale indicando alcune soluzioni delle linee della chitarra e del basso che divennero elementi distintivi del pezzo.
La registrazione ebbe luogo il 13 ottobre, e dei quattro nastri il migliore fu ritenuto l'ultimo, sul quale furono effettuate delle sovraincisioni. Quella seduta apparentemente ordinaria costituì una novità nelle abitudini del gruppo e dello staff dello studio, dal momento che fu la prima che oltrepassò la mezzanotte – fatto che col tempo sarebbe divenuto la normalità.

### Norwegian Wood
Norwegian Wood (This Bird Has Flown), pezzo insolitamente strutturato in tempo composto, fu abbozzato da John mentre si trovava in vacanza in Svizzera. Ma, a lavoro terminato, controversa risulta l'attribuzione di paternità del brano. Probabilmente, considerate le rispettive caratteristiche compositive, si può parlare di una composizione che vede il duo Lennon-McCartney lavorare di concerto. Sono di Lennon le due parti melodiche in maggiore che aprono e chiudono il brano, appartiene allo stile di Paul la parte mediana in minore. Il testo, che richiama Spanish Harlem Incident di Dylan con i suoi indiretti riferimenti a un'avventura amorosa, tratteggia un fallito rapporto fisico con una donna – ma la relazione extraconiugale di John con una giornalista che ispirò la composizione si risolse nella realtà in maniera diversa – e parte dallo spunto lennoniano “I once had a girl / Or should I say, she once had me”; dopo le prime difficoltà a decollare vide i due autori avviarsi con scioltezza supportandosi vicendevolmente, con John che tracciava il canovaccio e Paul che integrava gli spunti del compagno. Fu – e non sarebbe stato l'ultimo – un testo che si scrisse da sé e di cui certi frammenti si ispirano, secondo alcuni, a episodi di vita vissuta di Lennon. Racconta Pete Shotton che quando all'inizio del 1960 John viveva con Stu Sutcliffe nella casa di Gambier Terrace, talvolta dormì nella vasca da bagno dell'appartamento (“[I] crawled off to sleep in the bath”) e bruciò alcuni mobili nel camino (“so I lit a fire”).
Norwegian Wood fu la prima creazione dei Beatles in cui fece la comparsa il sitar. Durante la lavorazione del film Help! i Beatles girarono una scena nella quale alcuni musicisti indiani suonavano i loro strumenti tipici. George Harrison era rimasto affascinato dalle particolari sonorità esotiche del sitar, aveva iniziato a strimpellarlo e ne aveva imparato le basi sotto la guida di Ayana Deva Angadi (fondatore dell'Asian Music Circle di Londra), tanto da essere in grado di suonare, dietro suggerimento di Lennon, una linea non troppo elaborata nella canzone. Il brano fece da battistrada all'uso dello strumento indiano, già utilizzato in precedenza nel rock e che l'anno successivo sarebbe stato suonato da musicisti come Jimmy Page, Brian Jones (in Paint It, Black), Donovan (Sunshine Superman); imitato dalla chitarra di Jeff Beck (Shapes of Things) e assunto da gruppi quali i Kinks, i Byrds e gli Hollies.
Il brano fu messo su nastro nelle sedute del 12 e del 21 ottobre. Nella seconda data il pezzo subì il rifacimento, tuttavia già il primo take del 12 ottobre evidenzia che ormai Norwegian Wood era prossima alla sua versione definitiva. In studio, la registrazione dello strumento indiano causò notevoli problemi di distorsione, a quel tempo difficilmente risolvibili in assenza di accorgimenti tecnici appropriati di là da venire.

### You Won't See Me
Paul affida a un motivetto godibile la risposta alla fidanzata Jane Asher che negli ultimi tempi lo aveva più volte rifiutato, anche per telefono. È questo il succo di una canzone incisa quasi a tempo scaduto – dati i termini perentori per la pubblicazione del nuovo 33 giri – in una seduta fiume iniziata alle 18 dell'11 novembre e che terminò alle 7 del mattino successivo. Il pezzo venne registrato su due nastri con profusione di cori di George e John che affiancano la linea vocale di Paul. e che si sfumeranno nella dissolvenza del finale. McCartney si ispirò al suono Motown del bassista James Jamerson. Appena percepibile l’organo Hammond suonato da Mal Evans.

### Nowhere Man
Il testo introduce l’ascoltatore in una “Nowhere Land”, territorio inesistente che ha molte somiglianze con Utopia di Thomas More – e ‘’utopia’’ ha un etimo formato dalle parole greche “non” e “luogo”. Il brano costituiva il primo tentativo del gruppo di cimentarsi con una canzone che non parlasse d'amore. Fu John a infrangere gli schemi, misurandosi con la propria condizione emotiva ed esistenziale. Nascosto dietro la terza persona, scrisse di getto – dopo ore di frustrante improduttività – un testo che dà conto del malessere e dello scoramento per la propria vita, per la perdita d'identità causata dall'uso delle droghe, per la condizione insoddisfacente dell'unione coniugale con la moglie Cynthia, e per il fatto che in taluni casi aveva difficoltà a comporre. McCartney, che era andato a trovare Lennon il giorno successivo alla stesura di Nowhere Man, racconta: «Quando arrivai il giorno dopo, [Lennon] sonnecchiava sul divano, molto annebbiato. Era davvero una canzone contro John, scritta da John. Me lo disse in seguito, non me lo disse allora, disse che l'aveva scritta su se stesso, sentendo che non stava andando da nessuna parte. […] La trattava come se fosse una canzone in terza persona, ma era abbastanza furbo da dire: “Non è un po' come te e me?”. “Me” come parola finale.» E conclude con un lusinghiero commento: «[Nowhere Man] è una delle migliori di John.».
La registrazione fu effettuata il 21 e il 22 ottobre e vide l'incisioni di parti vocali e strumentali fra le quali un brillante assolo della nuova chitarra Fender Stratocaster di George Harrison.

### Think for Yourself
L'8 novembre, in prossimità del termine ultimo per la conclusione dell'album, i Beatles si riunirono nello Studio Due e lì, fra le chiacchiere e i messaggi natalizi, ebbero modo di registrare in un'unica prova quella che si chiamava ancora Won't Be There with You, titolo provvisorio di un rimprovero stizzito a una donna colpevolmente bugiarda e che perciò merita di essere abbandonata a se stessa dal partner. Il contributo dell'autore George Harrison all'incisione era musicalmente condito dalle voci, dalle chitarre e da due linee di basso, quello normale e quello fuzz, insieme a tamburello, maracas e piano elettrico.

### The Word
Prima canzone dei Beatles a rifarsi alla filosofia hippie (” The Word: Love” – “La Parola: Amore”), The Word è in questo senso l'antesignana della più matura All You Need Is Love che sarebbe stata registrata nell'estate del 1967. Ma la composizione ha anche riferimenti a esperienze psichedeliche. Il coautore Paul ricorda che lui e John, leggermente intontiti dall'erba, terminarono la stesura del pezzo e poi tracciarono dei disegni vivaci e fantasiosi con le matite colorate. Lennon fu ancora più esplicito, dichiarando in un'intervista che il testo richiamava lo stato percettivo di chi fa uso di droghe, e affermando testualmente: «È il periodo della marijuana, con tutta quella storia della pace e dell'amore. La parola è amore, giusto?».
Musicalmente si tratta di una struttura blueseggiante che vede fra gli altri aspetti melodici l'introduzione pianistica di Paul, la linea vocale principale di John e l'apporto dell'armonium di George Martin.

### Michelle
A corto di materiale per l'album, John suggerì a Paul di rispolverare una melodia che McCartney aveva composto quando era ancora studente al Liverpool Institute e che l'autore canticchiava nel clima bohémien delle serate esistenzialiste organizzate a quel tempo dal professor Mitchell. Per richiamare quelle atmosfere, Paul chiese aiuto a Janet Vaughan, insegnante di francese e moglie del suo vecchio amico Ivan Vaughan, colui che lo aveva presentato a John nel luglio del 1957 e con cui Paul era rimasto in contatto. Janet fornì il nome, la rima e il celebre verso «Sont les mots qui vont très bien ensemble» (così come Paul le aveva richiesto di tradurre «These are words that go together well»). Anche Lennon contribuì al testo proponendo la frase «I love you, I love you, I love you» tratta dalla versione di Nina Simone di I Put a Spell on You, brano composto da Screamin' Jay Hawkins. La tecnica finger-picking si richiama a Trambone di Chet Atkins. Il risultato finale fu un'unione perfetta di melodie e armonie che resero la canzone una hit degli anni sessanta e fece guadagnare ai Beatles il Grammy Award alla canzone dell'anno del 1967.
La ballata venne incisa il 3 novembre e non fu più ritoccata. I nastri e le informazioni dell'archivio EMI non permettono di capire se i cori vennero eseguiti da John e George oppure se Michelle fu, in tutte le sue parti registrate, opera esclusiva del suo autore che ne esalta la semplicità e i tempi ridotti di registrazione. Michelle fu il maggiore successo radiofonico fra i pezzi di Rubber Soul, e nel 1981 si contavano già 201 cover del brano, secondo solo a Yesterday, sempre di McCartney.

### What Goes On
Mancava al disco il contributo della linea vocale solista di Ringo, e per questo John rivangò un motivetto composto qualche anno prima quando ancora il gruppo era quello dei Quarry Men. La canzone fu rimpolpata da una sezione centrale – opera congiunta di Paul e in misura minore di Ringo – e incisa il 4 novembre, con la voce di Starr e la linea di George Harrison alla chitarra che si snoda dall'introduzione alla chiusura del brano.
In quella data il gruppo si cimentò anche nel primo pezzo interamente strumentale dai tempi di Cry for a Shadow, un fluente blues piuttosto atipico per la produzione corrente dei Beatles dal titolo 12-Bar Original, in cui spiccava la chitarra solista di George supportata da quella di John. Ma si decise di lasciare la composizione inedita nonostante la penuria di materiale per il nuovo album, né essa fu più ripresa in seguito.

### Girl
Risposta dolente di Lennon a Michelle di McCartney, è un pezzo carico di significati reconditi. Girl si riferisce tra l'altro al concetto della sofferenza che secondo John è insito nel cristianesimo, e il pezzo costituisce un'invocazione a una donna ideale, che per Lennon si sarebbe concretizzato più tardi nelle sembianze di Yoko Ono, come l'autore chiarì in una conversazione successiva. Nella canzone di Lennon è presente un intermezzo “alla Zorba” scritto da Paul, che nel 1963 era stato in vacanza assieme a Ringo e alle loro compagne in Grecia e ne aveva assorbito le sonorità musicali create dal bouzouki.
Il brano venne registrato nella seduta dell'11 novembre, a ridosso della scadenza ultima per la conclusione del disco, e vide, oltre alle parti strumentali, la voce sofferta di John. Sfuggirono all'attenzione della produzione i coretti tit-tit-tit (tette) allusivi e impertinenti e il risucchio prolungato di Lennon che riproduceva l'inspirazione di un fumatore di cannabis.

### I'm Looking Through You
Secondo messaggio – dopo You Won't See Me – inviato da Paul alla sua donna Jane Asher, l'ennesimo rimprovero di volubilità a testimonianza della crisi che la coppia stava attraversando, crisi causata dal reciproco allontanamento per motivi artistici – Jane, attrice di teatro in ascesa, si era temporaneamente trasferita a Bristol, suscitando l'irritazione di Paul.
La prima registrazione, il 24 ottobre, produsse un motivo leggiadro – con sonorità “caraibiche” ritmate da maracas e dal rotondo finger-picking di una chitarra acustica e intervallate da sezioni rock – che sarebbe stato reso uniforme e più serrato nella versione definitiva. Rispetto a questa, inoltre, il nastro di quella seduta mancava delle sezioni "Why, tell me why" che vennero aggiunte in seguito ed era in tonalità di Sol, con un innalzamento successivo di mezzo tono dovuto probabilmente all'accelerazione del nastro. Il pezzo andò attraverso due successivi rifacimenti – il 6 e il 10 novembre – e l'11 novembre vide la sovraincisione delle voci che costituì, a parte una giornata di missaggi, l'ultimo intervento prima della pubblicazione dell'album.

### In My Life
Canzone della memoria, precorre altri pezzi autobiografici di ben altra complessità musicale (Penny Lane uno per tutti) e, pur essendo il primo tentativo di scavare nel passato, possiede una notevole carica di intensità emozionale rafforzata dall'uso della prima persona. La voce principale è quella di Lennon, e questo farebbe pensare che, come ha più volte rivendicato, John sia l'autore del brano. Ma esistono dichiarazioni che ridimensionano la totale paternità lennoniana della canzone. Ammette altrove lo stesso John: «Paul mi ha aiutato a scrivere la melodia delle otto battute d'intermezzo […] In In My Life il suo contributo dal punto di vista melodico era l'armonia e le middle-eight». Paul, dal canto suo, ricorda di essere andato in soccorso di John – insoddisfatto per avere circoscritto il campo dei ricordi a una specie di nostalgico tour panoramico attraverso i luoghi della propria infanzia – rielaborando a fondo il testo della canzone di Lennon e ritoccandone alcuni passaggi musicali. Qualunque sia la versione che risponde al vero, In My Life resta una melodia romantica e struggente, tale da essere definita da Spitz «la canzone più preziosa non solo dell'album ma fra tutte le composizioni Lennon-McCartney». Anche George Harrison amava la composizione, tanto che la riarrangiò proponendola nel suo Dark Horse Tour del 1974.
La prima registrazione ebbe luogo il 18 ottobre. Nell'incertezza su come completare la parte centrale, otto battute vennero lasciate vuote. Per riempirle, dopo quattro giorni fu tentato un primo esperimento da parte di George Martin all'organo Hammond, successivamente sostituito da una linea alle tastiere elettriche eseguita dal produttore a tempo rallentato e riprodotta poi a velocità doppia così da farle assumere il sapore baroccheggiante di un arpicordo.

### Wait
Nella corsa a raccogliere materiali per il disco, si procedette al ripescaggio di questo pezzo scritto dai Beatles alle Bahamas e originariamente concepito per il soundtrack del film Help!. Il brano era stato poi registrato su quattro nastri il 17 giugno nello Studio Due di Abbey Road, ma per motivi sconosciuti fu stabilito di lasciarlo fuori dall'album della colonna sonora.
Il pezzo fu quindi recuperato e sottoposto alle sovraincisioni di tamburelli e maracas l'11 novembre, giusto prima di procedere alle rifiniture di I'm Looking Through You.

### If I Needed Someone
È una canzone dedicata da George Harrison alla fidanzata Pattie Boyd. L'autore ammise il debito nei confronti di Roger McGuinn di The Bells of Rhymney e She Don't Care About Time.
La canzone venne registrata in due sedute. Il 16 ottobre fu incisa la base, e il brano venne completato due giorni dopo con la voce solista di George e i cori di John e Paul, più un tamburello di Ringo.
Successivamente, gli Hollies eseguirono una cover del pezzo, e questo innescò un dissidio con l'autore. Harrison infatti disapprovò duramente l'arrangiamento non di proprio gradimento, e a loro volta gli Hollies criticarono George per la sua stroncatura. Il risultato fu che la reinterpretazione ebbe minor fortuna degli altri singoli prodotti dagli Hollies.

### Run for Your Life

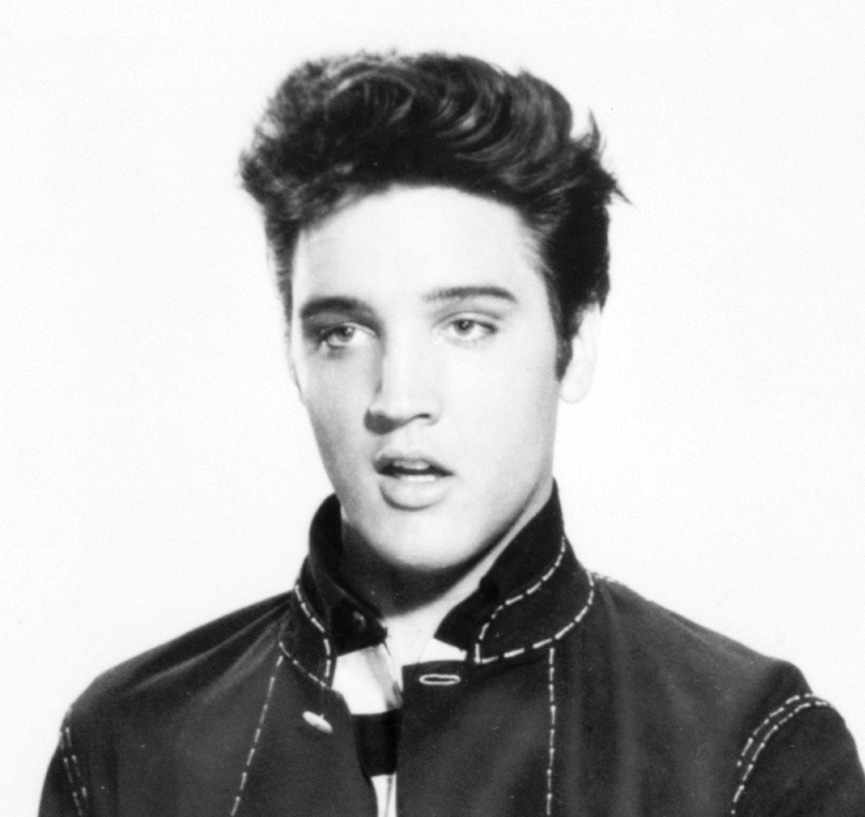
Elvis Presley, da cui Lennon copiò alcuni versi

Opera di John Lennon, è da alcuni considerata la composizione più debole dell'album. L'autore stesso in seguito disdegnò la sua opera sostenendo che il brano venne composto per obbligo e sotto la spinta della fretta, tuttavia anche Girl era stata scritta da Lennon sotto la pressione delle scadenze, perciò questa non pare essere una motivazione convincente. John non negò di avere copiato i versi iniziali da Baby, Let's Play House di Elvis Presley («I'd rather see you dead, little girl, / Than to be with another man» – «Preferirei vederti morta, ragazzina, che in compagnia di un altro uomo»), concetti che sarebbero entrati in conflitto con le successive influenze del femminismo di Yoko Ono su Lennon; e questa contraddizione può aver indotto John a rinnegare la propria composizione. Paul, seppure con toni morbidi, evidenziò il sessismo del testo affermando che è «Un pochino una canzone da macho».
Il pezzo venne registrato in un'unica tirata, con cinque tentativi il 12 ottobre, e l'ultimo nastro venne giudicato il migliore e fu oggetto lo stesso giorno delle sovraincisioni. Come sarebbe avvenuto per Revolver, anche in questo caso Run for Your Life fu la prima incisione destinata al nuovo disco e fu quella a essere inserita in chiusura dell'album.

## Tracce
Il disco, come molti altri album del primo periodo dei Beatles, fu pubblicato in due diverse versioni in Europa e negli Stati Uniti. La versione statunitense, uscita sotto etichetta Capitol, conteneva 12 brani anziché 14; due di questi (I've Just Seen a Face e It's Only Love) provenivano dalla seconda facciata del precedente Help!, i quattro brani mancanti (Drive My Car, Nowhere Man, What Goes On e If I Needed Someone) vennero successivamente inclusi nella raccolta Yesterday and Today, anch'essa destinata esclusivamente al mercato americano.

### Versione europea
Testi e musiche di Lennon-McCartney, eccetto dove indicato
1. Drive My Car – 2:30
2. Norwegian Wood (This Bird Has Flown)  – 2:05
3. You Won't See Me – 3:22
4. Nowhere Man – 2:44
5. Think for Yourself – 2:19 (Harrison)
6. The Word – 2:43
7. Michelle – 2:42

Durata totale: 18:25
Lato B
1. What Goes On – 2:50 (Lennon-McCartney-Starkey)
2. Girl – 2:33
3. I'm Looking Through You – 2:27
4. In My Life – 2:27
5. Wait – 2:16
6. If I Needed Someone – 2:23 (Harrison)
7. Run for Your Life – 2:18

Durata totale: 17:14

### Versione statunitense
1. I've Just Seen a Face
2. Norwegian Wood (This Bird Has Flown)
3. You Won't See Me
4. Think for Yourself
5. The Word
6. Michelle
7. It's Only Love
8. Girl
9. I'm Looking Through You
10. In My Life
11. Wait
12. Run for Your Life

## Formazione

### The Beatles
- John Lennon – voce, chitarra ritmica, chitarra acustica, cori; organo elettrico su Think for Yourself
- Paul McCartney – voce, basso elettrico, chitarra elettrica, chitarra acustica, pianoforte, cori
- George Harrison – chitarra solista, chitarra ritmica, chitarra acustica, basso elettrico, cori; voce principale su Think for Yourself e If I Needed Someone; sitar su Norwegian Wood (This Bird Has Flown)
- Ringo Starr – batteria, percussioni; voce su What Goes On; organo Hammond su I'm Looking Through You

### Altri musicisti
- Mal Evans – organo Hammond su You Won't See Me
- George Martin – pianoforte su In My Life, harmonium su The Word

## Cover e citazioni
- Del brano In My Life è stata proposta nel 2005 una versione hard rock firmata da Ozzy Osbourne.
- Una cover del brano I'm Looking Through You ("ti guardo attraverso") fu utilizzato in una puntata del telefilm Ralph Supermaxieroe in cui il protagonista diventava invisibile.
- Il testo di The Word ("have you heard, the word is love") è stato ripreso in almeno due occasioni dal gruppo progressive Yes: vi si riferisce abbastanza esplicitamente il testo di Time and a Word e il titolo del cofanetto live The Word is Live.
- Di Girl appare una cover nel film-musical Across the Universe, eseguita da Jim Sturgess.